# Hargowilis
Hargowilis is een bestuurslaag in het regentschap Kulon Progo van de provincie Jogjakarta, Indonesië. Hargowilis telt 5614 inwoners (volkstelling 2010).